# Alchemilla delitescens
Alchemilla delitescens é uma espécie de rosácea do gênero Alchemilla, pertencente à família Rosaceae.